# ديا هردجلاش
ديا هردجلاش مواليد 7 نوفمبر 1996 في سراييفو، هي لاعبة كرة مضرب بوسنية وتحتل حالياً المرتبة 342 (7 مارس 2016) في تصنيف رابطة محترفات كرة المضرب. أعلى تصنيف لها في الفردي كان 329. أعلى تصنيف لها في الزوجي كان 403.

## النهائيات

### الفردي
| الحصيلة | الرقم | التاريخ       | الدورة                 | الأرضية | المنافس                | النتيجة            |
| ------- | ----- | ------------- | ---------------------- | ------- | ---------------------- | ------------------ |
| الوصافة | 1.    | 16 يونيو 2014 | نيش، صربيا             | ترابية  | ماريا ساكاري           | 6–3, 4–6, 1–6      |
| الفوز   | 1.    | 1 سبتمبر 2014 | بلغراد، صربيا          | ترابية  | نينا أليباليتش         | 6–2, 6–2           |
| الوصافة | 2.    | 8 سبتمبر 2014 | فرنياتشكا بانيا، صربيا | ترابية  | فالنتيني جراماتيكوبولو | 6–1, 3–6, 6–7(5–7) |

## روابط خارجية
- ديا هردجلاش على موقع رابطة محترفات التنس (الإنجليزية)
- ديا هردجلاش على موقع الاتحاد الدولي لكرة المضرب (الإنجليزية)
- ديا هردجلاش على موقع كأس بيلي جين كينغ (الإنجليزية)
- ديا هردجلاش على موقع خلاصة التنس.كوم (الإنجليزية)